# Kobysewo
Kobysewo is een plaats in het Poolse district  Kartuski, woiwodschap Pommeren. De plaats maakt deel uit van de gemeente Przodkowo en telt 340 inwoners.